# Alejandría de Aracosia
Alejandría de Aracosia (en griego: Ἀλεξάνδρεια Ἀραχωσίας) también conocida como Alejandrópolis (Ἀλεξανδρόπολις) fue una ciudad en la antigüedad que se corresponde actualmente Kandahar, en Afganistán. Fue una de las más de setenta ciudades fundadas o renombradas por Alejandro Magno. Fue fundada alrededor del 330 a. C., sobre los cimientos de una fortaleza aqueménida anterior. Aracosia es el nombre griego de una antigua provincia de los imperios aqueménida, seléucida y parto. La provincia de Aracosia se centró alrededor del valle de góaba al Hindú Kush, pero aparentemente se extendió hacia el este hasta el río Indo, aunque su extensión exacta aún no está clara.

## Historia

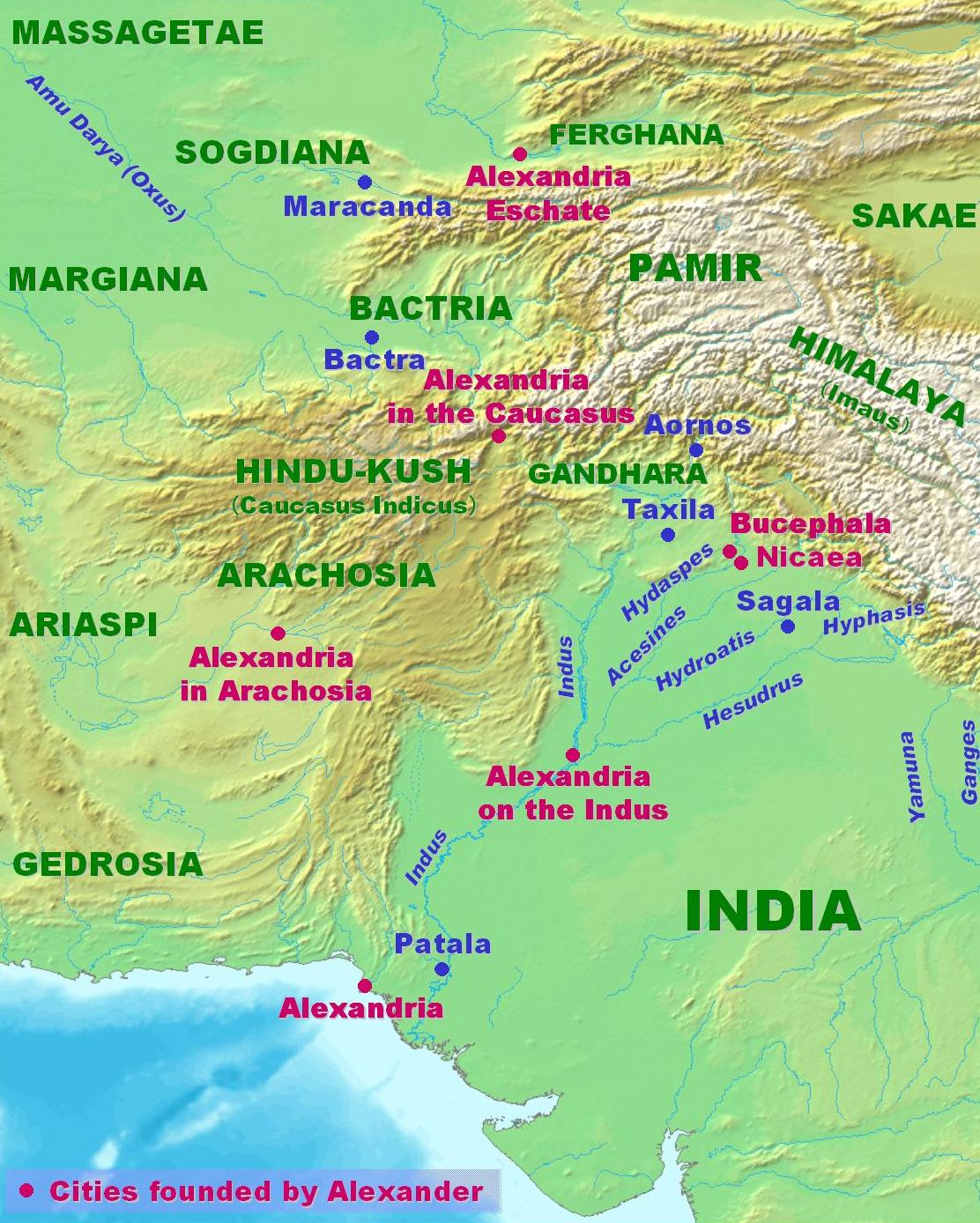
Alejandría en Aracosia

Después de las conquistas de Alejandro Magno, Aracosia fue gobernada por el sátrapa Sibircio. En el siglo III a. C., se cree que el embajador de la corte india Megástenes partió de la ciudad para visitar la India:
Megasthenes vivió con Sibircio, sátrapa de Aracosia, y a menudo habla de su visita a Sandracottus, el rey de los indios. Arriano, Anabasis Alexandri.
Isidoro de Cárax en su itinerario de las "estaciones partas" del siglo I d. C. describía una "Alejandrópolis, la metrópoli de Aracosia", que, según él, era todavía griega incluso en una época tan tardía:

Más allá está Aracosia. Y los partos llaman a esto India Blanca; están la ciudad de Biyt y la ciudad de Pharsana y la ciudad de Chorochoad y la ciudad de Demetrias; luego Alejandrópolis, la metrópoli de Aracosia; es griega, y por ella fluye el río Arachotus. En cuanto a este lugar, la tierra está bajo el dominio de los Partos.

## Restos

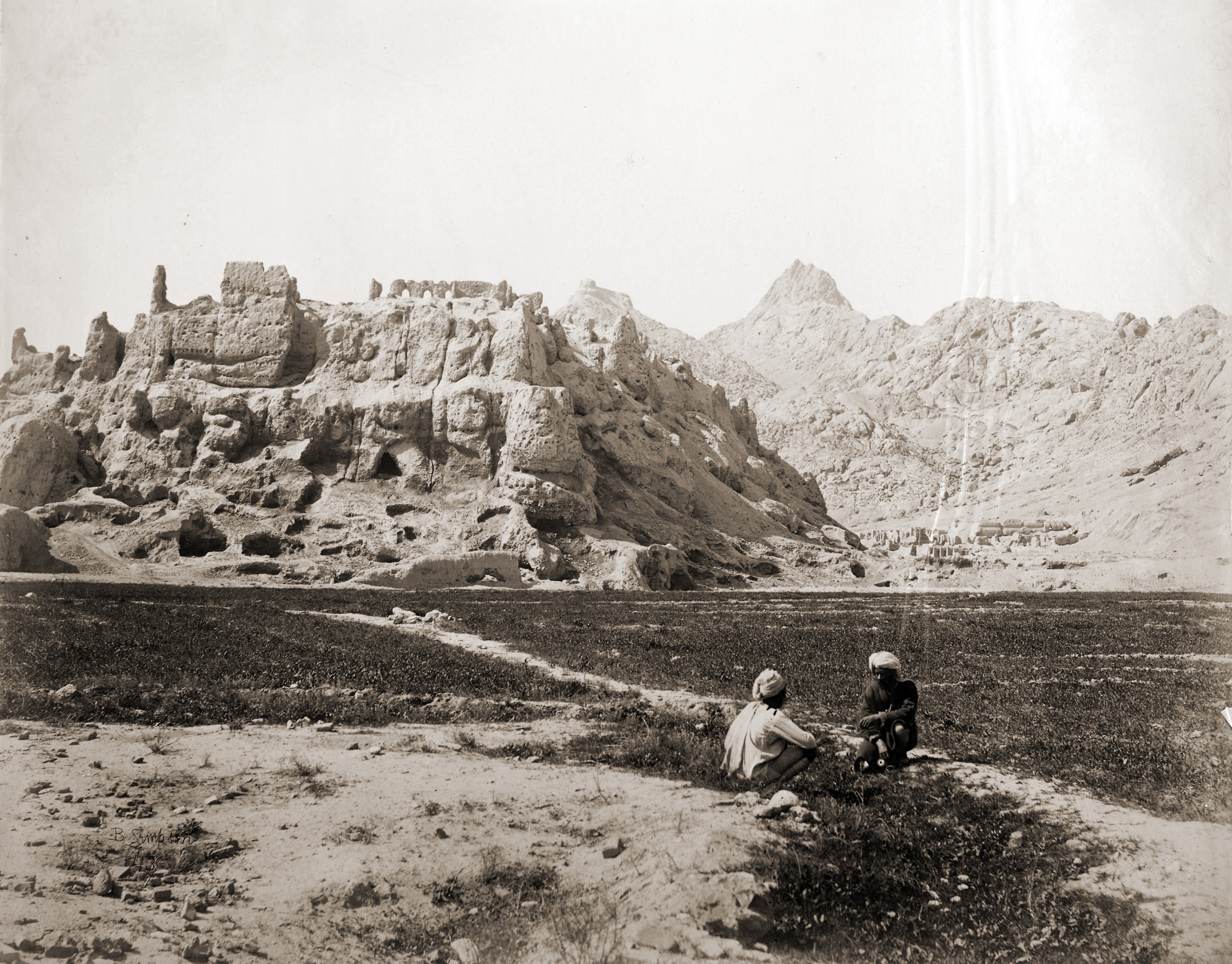
Ruinas de Alejandría de Aracosia (c. 1881)

Los restos de Alejandría en Aracosia se encuentran hoy en el tell de la ciudadela de la antigua Kandahar en la parte occidental de la ciudad moderna, que fue excavada por la Sociedad Británica de Estudios de Asia Meridional durante la década de 1970 y con una mejora relativa en la seguridad de 2008 a 2009.
Estas excavaciones indican que las murallas islámicas se basaron en las de la época clásica, lo que indica lo que podría ser una ciudad con forma cuadrada (tetragonis), pero muy modificada por la inusual topografía. Una parte de forma triangular del tell contiguo a la ciudad griega es de la era budista.
Alejandro parece haber fundado su ciudad en el sitio de un punto de guarnición persa del siglo VI a. C. El paso, el río y el cruce de tres rutas comerciales de larga distancia hicieron que la ubicación fuera de importancia estratégica. Hasta la fecha, no se han encontrado edificios griegos, pero se han encontrado numerosas monedas, inscripciones y tumbas. Se anticipan más descubrimientos a medida que la excavación llegue a estratos más profundos del tell.
Se ha demostrado que las murallas de la ciudadela contenían torres circulares similares a las de Farah, Balj y Nadi Ali Sorkh Gdagh, aunque podrían tener una edad islámica.

## Galería

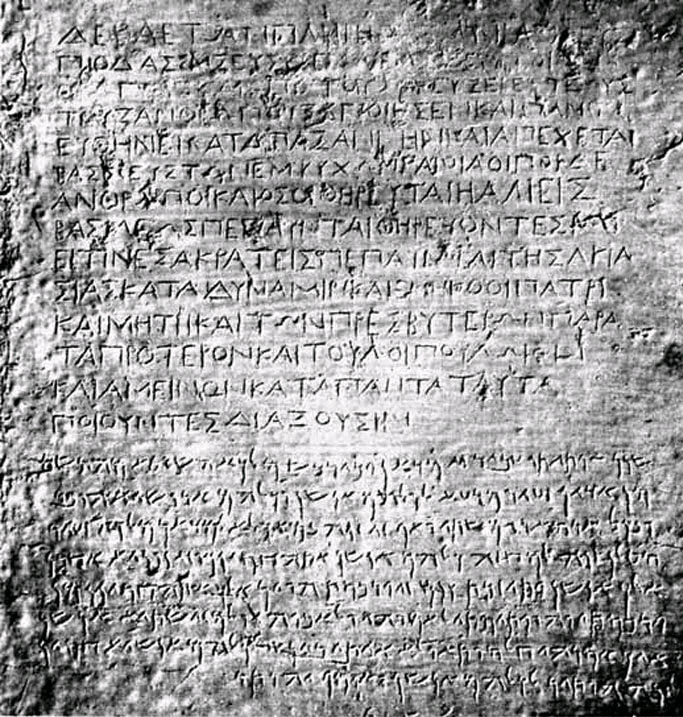
Inscripción de roca bilingüe de Kandahar de Ashoka
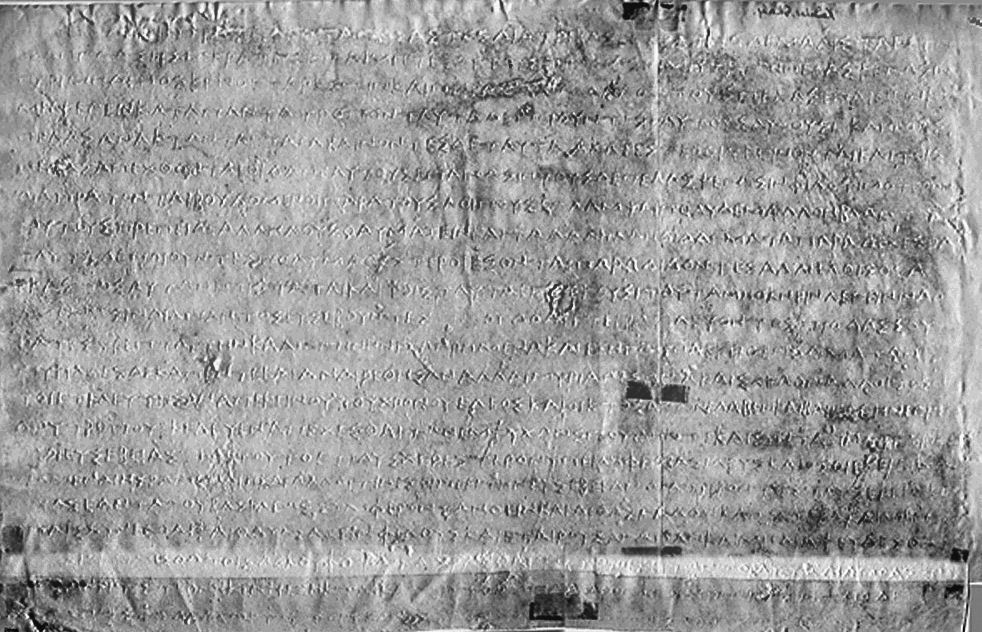
Edicto griego de Kandahar de Ashoka
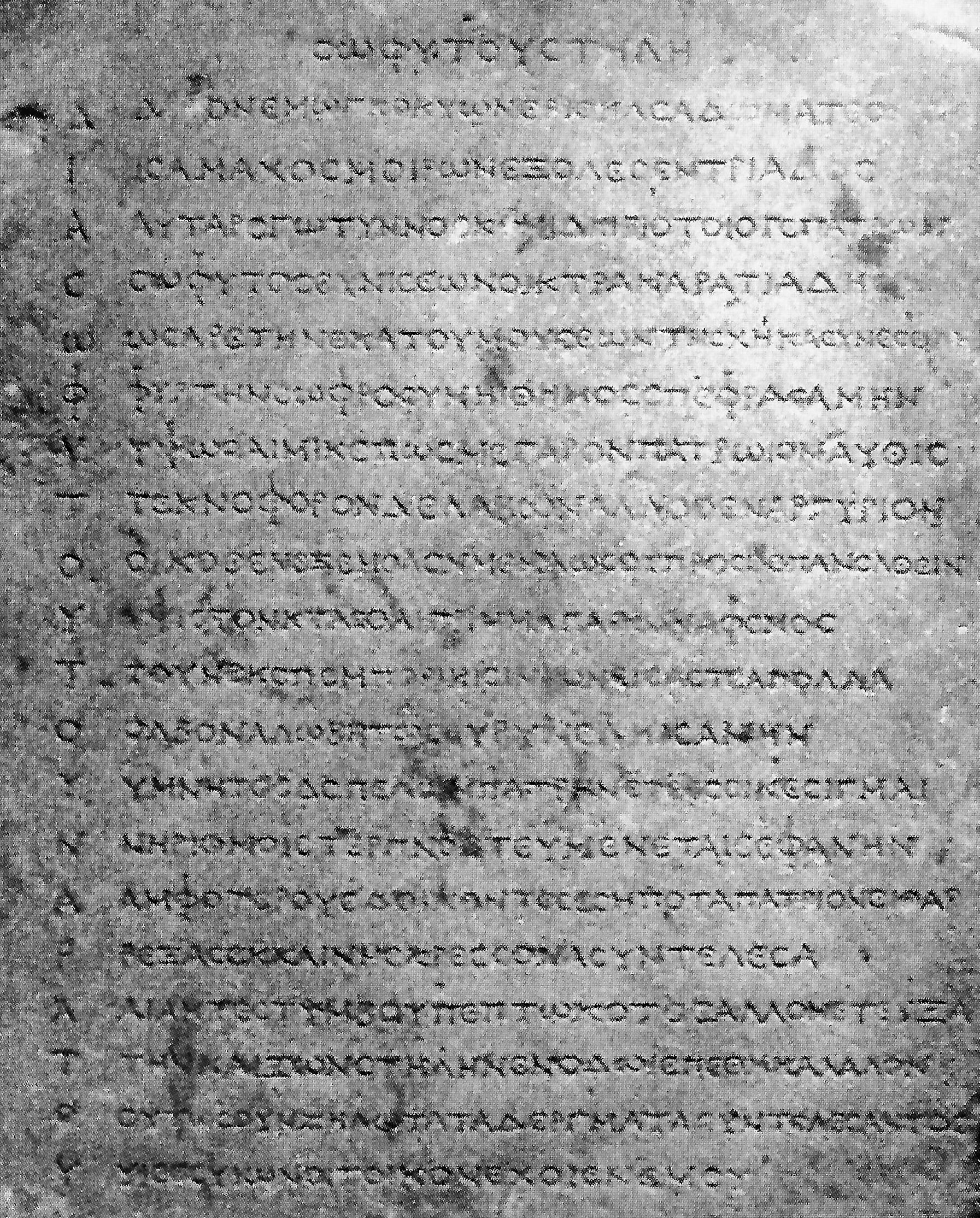
Inscripción de Sófilos en Kandahar.
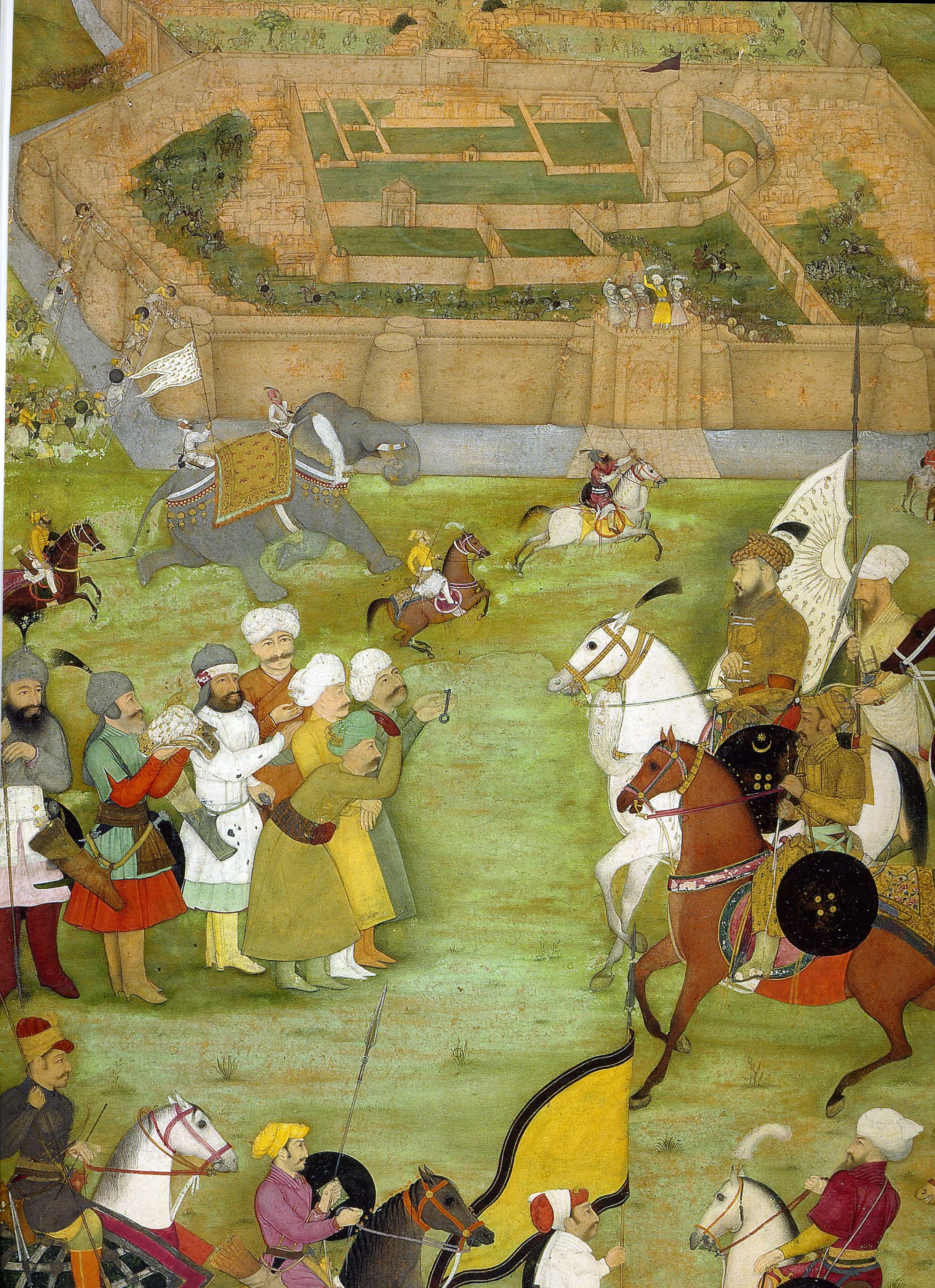
Ruinas de Alejandría de Aracosia (1638)
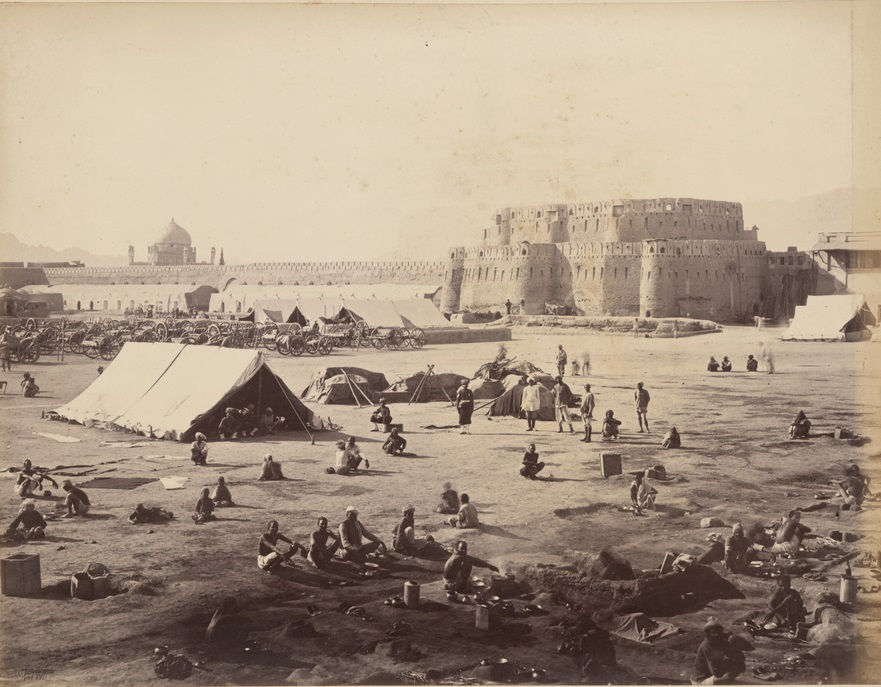
Nuevo Kandahar (1881)
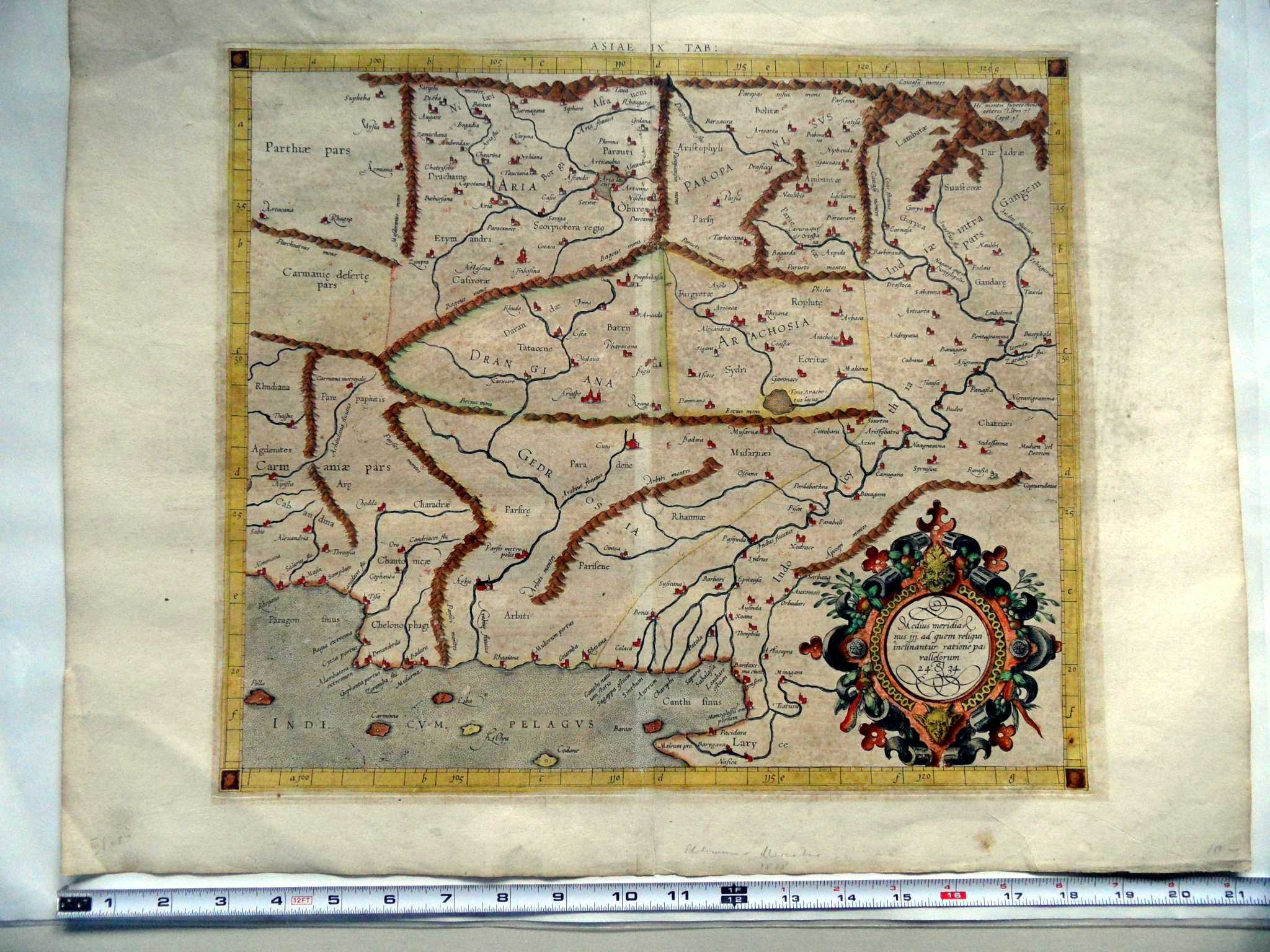
Mapa de Mercator (1578) - Asiae-Tabula IX